# Avinhonet de Lauragués
Avinhonet de Lauragués(en francès i oficial Avignonet-Lauragais) és un municipi occità del Lauraguès, en el Llenguadoc, situat en el departament de l'Alta Garona, a la regió d'Occitània.